# Lilium wallichianum
Lilium wallichianum ist eine Art aus der Gattung der Lilien (Lilium) in der Trompetenlilien-Sektion innerhalb der Familie der Liliengewächse (Liliaceae).

## Beschreibung
Lilium wallichianum ist eine ausdauernde, krautige Pflanze und erreicht eine Wuchshöhe von 90 bis 200 Zentimetern. Die bis zu 30 Zentimeter tief in der Erde liegenden Zwiebeln sind annähernd rund und erreichen eine Höhe von 3 bis 5 und einen Durchmesser von 3 bis 6 Zentimetern, die einzelnen Schuppen sind cremefarben, 3 bis 4 Zentimeter lang und 1,5 Zentimeter breit.
Die zahlreichen, spiralförmig um den Stängel stehenden, linealischen Laubblätter sind 14 bis 20 Zentimeter lang und 0,3 bis 0,8 Zentimeter breit, von der Stängelbasis zur Mitte hin werden die Blätter größer und dichter stehender, von dort bis zur Spitze wieder kleiner und weiter verteilt. Die Blätter sind fünfrippig und am Rand gewellt. Die wenigen Tragblätter sind laubblattähnlich.
Die Pflanze blüht ab Mai mit ein oder zwei waagerecht stehenden, 15 bis 23 Zentimeter langen, trompetenförmigen Blüten an kurzen Blütenstielen. Vom Ansatz bis zur Hälfte der Länge ist die Blüte röhrenförmig und außen stark grün überhaucht, danach biegen sich die sechs gleichgestalteten Blütenhüllblätter (Tepalen) zunehmend auf, bis der weiße Perianth einen Durchmesser von 14 bis 16 Zentimetern aufweist. Die spatelförmigen Blütenhüllblätter sind 2 bis 5 Zentimeter breit, die deutlich hervorstehende Mittelrippe bis zu 2 Millimeter breit, die Nektarrinne linealisch und unbehaart.
Die fadenförmigen, grünen Staubfäden sind 12 bis 14 Zentimeter lang, die linealischen bis länglichen, gelben Staubbeutel erreichen eine Länge von 1,5 bis 3 und eine Dicke von 0,2 bis 0,25 Zentimetern. Der Pollen ist goldgelb. Der grüne Griffel ist 11 bis 15 Zentimeter lang. Der linealische Fruchtknoten ist 4 bis 5 Zentimeter lang und 0,2 bis 0,4 Zentimeter dick, die bis September reifenden, länglichen Samenkapseln sind bis zu 10 Zentimeter lang.
Die Samen reifen von Oktober bis November und keimen sofortig-epigäisch in einer kalten Periode. Die Keimung dauert zwischen zwei und vier Wochen.
Die Chromosomenzahl beträgt 2n = 24.

## Verbreitung
Lilium wallichianum ist in Indien (Uttar Pradesh), Nepal, Sikkim, Bhutan und Myanmar auf Wiesen an Hügeln auf sandigen Böden in Höhenlagen von 1350 bis 3000 m zu finden.

Lilium wallichianum var. neilgherrense Illustration

## Taxonomie und Systematik
Lilium wallichianum wurde 1830 von Joseph August Schultes und Julius Hermann Schultes in Systema vegetabilium: secundum classes, ordines, genera, species Auflage 15bis, Band 7 Teil 2, Seite 1689 erstbeschrieben. Benannt ist sie nach Nathaniel Wallich, der die Art 1826 unter dem Namen Lilium longiflorum in Tentamen florae nepalensis Seite 40 abbildete.
Neben der Nominatform Lilium wallichianum var. wallichianum existiert als Varietät:
- Lilium wallichianum var. neilgherrense (Wight) H.Hara: Vorkommen in Südindien und Nepal, lanzettliche Blätter, Rand der Zwiebelschuppen nicht häutig. Die Varietät ist benannt nach den Nilgiri-Bergen.